# تطور الأخلاق

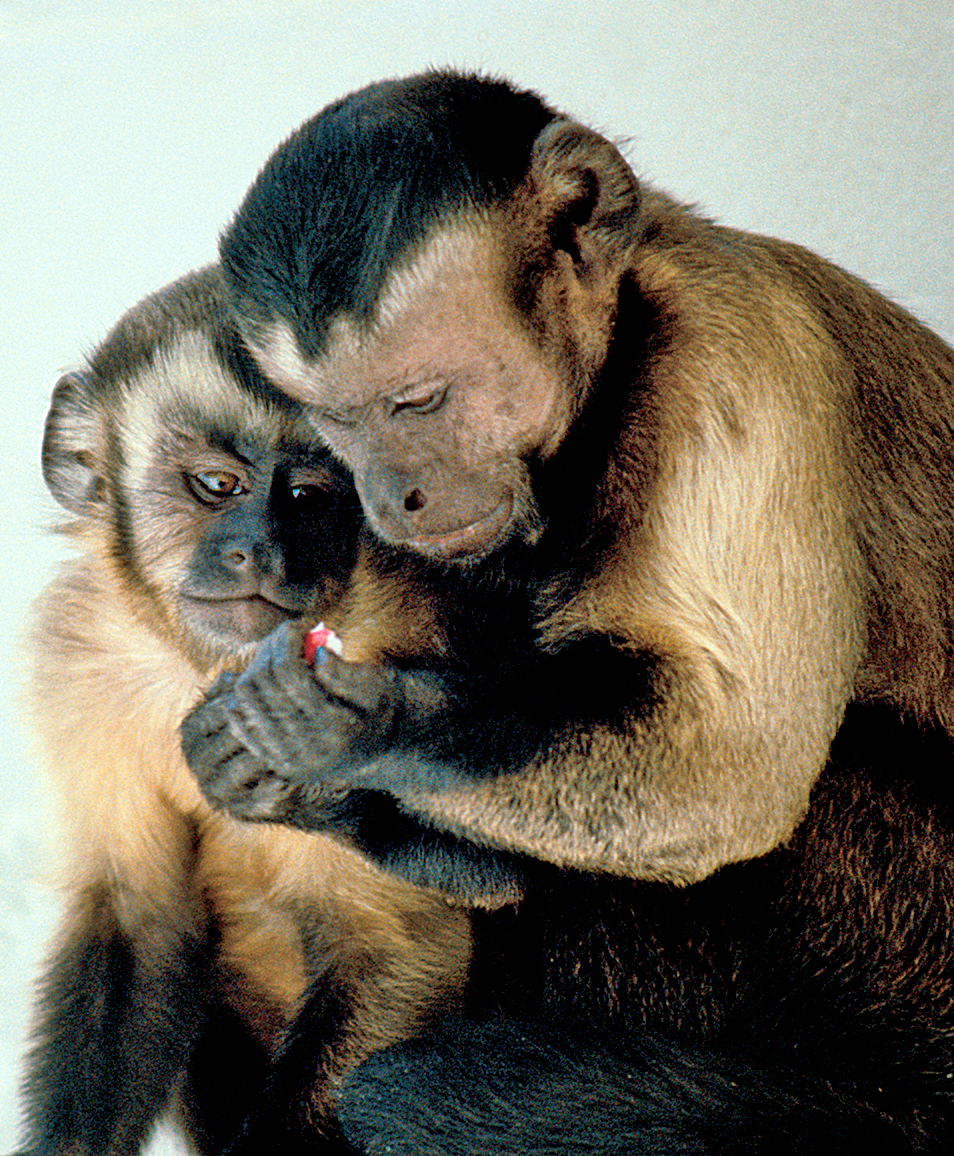
مجموعة قرود الكبوشي. مشاركة قرود الكبوشي

يشير مفهوم تطور الأخلاق إلى بروز السلوك الأخلاقي البشري على مسار التطور البشري. يمكن تعريف الأخلاق على أنها نظام من الأفكار حول السلوك الصائب والخطأ. على مستوى الحياة اليومية، ترتبط الأخلاق عادةً بالسلوك البشري، ولا تُؤخذ السلوكيات الاجتماعية للمخلوقات الأخرى بعين الاعتبار. تجادل المجالات الناشئة مثل علم الأحياء التطوري وعلم النفس التطوري على وجه الخصوص أنه على الرغم من تعقيد السلوكيات الاجتماعية البشرية، يمكن تتبع سلائف الأخلاق البشرية إلى سلوكيات العديد من الحيوانات ذات النزعة الاجتماعية الأخرى. لا تزال التفسيرات في علم الأحياء الاجتماعي للسلوك البشري مثيرة للجدل. يفسر علماء الاجتماعي الأخلاق على أرضية تقليدية معتبرينها بنية وبالتالي نسبية حسب الثقافة، رغم أن الآخرين يجادلون بأن الأخلاق تخضع لعلم.

## اجتماعية الحيوان
على الرغم من أن الحيوانات الأخرى قد لا تمتلك ما قد يعتبره البشر سلوكًا أخلاقيًا، فقد كان على جميع الحيوانات ذات النزعة الاجتماعية تعديل أو تقييد سلوكياتها حتى تصبح الجمهرة جديرة بالاهتمام. يمكن العثور على أمثلة نموذجية للتعديل السلوكي في مجتمعات النمل والنحل والأرضة (النمل الأبيض). قد تشتمل مستعمرات النمل على ملايين الأفراد. يرى إدوارد أوسبورن ويلسون أن العامل الوحيد الأكثر جوهرية إلى نجاح مستعمرات النمل هو وجود طبقة عمالية عقيمة. هذه الطبقة من الإناث خاضعة لاحتياجات أمهن، الملكة، وبذلك فقد تخلوا عن حاجتهم التكاثرية من أجل تربية الإخوة والأخوات. إن وجود طبقات عقيمة بين هذه الحشرات الاجتماعية يحد بشكل كبير من المنافسة على التزاوج ومن خلال هذه العملية يتعزز التعاون داخل المستعمرة. يعد التعاون بين النمل أمرًا جوهريًا، إذ من غير المحتمل أن تحوز النملة المنفردة القدرة على البقاء والتكاثر لوقت طويل، في حين أن مستعمرات النمل تزدهر لعقود. يعد النمل نتيجةً لذلك أحد أكثر فصائل الأنواع غلى وجه الكوكب نجاحًا، إذ يمثل كتلة بيولوجية تنافس تلك الموجودة في الأنواع البشرية.
السبب الأساسي الذي يجعل الحيوانات ذات النزعة الاجتماعية تعيش ضمن مجموعات هو أن فرص البقاء والتكاثر أفضل بكثير في المجموعات من العيش بشكل منفرد. السلوكيات الاجتماعية للثدييات مشابهة لتلك لدى البشر. من المعروف أن الثدييات عالية النزعة الاجتماعية مثل الرئيسيات والفيلة تُظهِر سمات اعتُقد في السابق أنها حصرية لدى البشر، مثل التشاعُر والإيثار.

## مشاكل العقاب
بينما قد تستفيد المجموعات من تجنب سلوكيات معينة، فإن تلك السلوكيات الضارة لها التأثير نفسه بغض النظر عما إذا كان الأفراد المخالفون مدركون لها أم لا. نظرًا لأن الأفراد أنفسهم يمكنهم زيادة نجاحهم الإنجابي من خلال قيامهم بالتناسل، فإن أي خصائص تستتبع الإفلات من العقاب تُختار اختيارها بشكل إيجابي بواسطة التطور. على وجه التحديد، فإن معاقبة الأفراد المدركين لخرقهم للقواعد من شأنه أن يتعارض مع القدرة على إدراكهم ذلك، مما يحول دون أي تطور مشترك لكل من الاختيار الواعي والشعور بأنه أساس المسؤولية الأخلاقية والعقابية في نفس النوع.